# Nastri d'argento 1998
Els Nastri d'argento 1998 foren la 53a edició de l'entrega dels premis Nastro d'Argento (Cinta de plata) que va tenir lloc el 4 d’abril de 1998 al teatre 21 de Cinecittà.

## Guanyadors

### Millor director
- Roberto Benigni - La vita è bella
- Davide Ferrario - Tutti giù per terra
- Francesco Rosi - La tregua
- Paolo Virzì - Ovosodo
- Silvio Soldini - Le acrobate

### Millor director novell
- Roberta Torre - Tano da morire
- Antonio Albanese - Uomo d'acqua dolce
- Franco Bernini - Le mani forti
- Fabio Nunziata, Eugenio Cappuccio e Massimo Gaudioso - Il caricatore
- Matteo Garrone - Terra di mezzo

### Millor productor
- Marco Risi i Maurizio Tedesco - Hamam (Hamam)
- Loes Kamsteeg i Donatella Palermo - Tano da morire
- Domenico Procacci - Le mani forti
- Gianluca Arcopinto - Il caricatore
- Vittorio Cecchi Gori, Maurizio Totti i Rita Rusić - Nirvana

### Millor argument
- Roberto Benigni e Vincenzo Cerami - La vita è bella
- Roberta Torre - Tano da morire
- Johnny Dell'Orto i Sandro Baldoni - Consigli per gli acquisti
- Sergio Rubini i Umberto Marino - Il viaggio della sposa
- Paolo Virzì, Francesco Bruni i Furio Scarpelli - Ovosodo

### Millor guió
- Roberto Benigni i Vincenzo Cerami - La vita è bella
- Marco Bellocchio - Il principe di Homburg
- Fabio Carpi - Nel profondo paese straniero
- Davide Ferrario - Tutti giù per terra
- Paolo Virzì, Francesco Bruni i Furio Scarpelli - Ovosodo

### Millor actor protagonista
- Roberto Benigni - La vita è bella
- Silvio Orlando - Auguri professore
- Valerio Mastandrea - Tutti giù per terra
- Claudio Amendola - Altri uomini
- Toni Servillo - I vesuviani

### Millor actriu protagonista
- Francesca Neri - Carne trémula
- Antonella Ponziani - La medaglia
- Silvia Cohen - Consigli per gli acquisti
- Giovanna Mezzogiorno - Il viaggio della sposa
- Clelia Rondinella - I vesuviani

### Millor actriu no protagonista
- Mimma De Rosalia, Maria Aliotta, Annamaria Confalone, Adele Aliotta, Francesca Di Cesare, Eleonora Teriaca, Concetta Alfano i Antonia Uzzo - Tano da morire
- Eva Grieco - Marianna Ucrìa
- Amanda Sandrelli - Nirvana
- Nicoletta Braschi - Ovosodo
- Claudia Pandolfi - La frontiera

### Millor actor no protagonista
- Giustino Durano - La vita è bella
- Massimo Ceccherini - Fuochi d'artificio
- Roberto Herlitzka - Marianna Ucrìa
- Carlo Croccolo - Consigli per gli acquisti
- Gastone Moschin - Porzûs

### Millor banda sonora
- Nino D'Angelo - Tano da morire
- Armando Trovajoli - Marcello Mastroianni - Mi ricordo, sì, io mi ricordo
- C.S.I. - Tutti giù per terra
- Nicola Piovani - La vita è bella

### Millor fotografia
- Tonino Delli Colli - Marianna Ucrìa
- Pasqualino De Santis i Marco Pontecorvo - La tregua
- Dante Spinotti - L.A. Confidential
- Italo Petriccione - Nirvana
- Giuseppe Lanci - Il principe di Homburg

### Millor vestuari
- Danilo Donati - Marianna Ucrìa
- Nicoletta Ercole - A spasso nel tempo - L'avventura continua
- Maurizio Millenotti - Il viaggio della sposa
- Elisabetta Montaldo - Il figlio di Bakunin
- Patrizia Chericoni - Nirvana

### Millor escenografia
- Danilo Donati - Marianna Ucrìa
- Claudio Russo e Fabrizio Lupo - Tano da morire
- Giancarlo Basili - Nirvana
- Giantito Burchiellaro - Il principe di Homburg
- Paola Comencini - Il carniere

### Millor doblatge femení i masculí
- Rita Savagnone - per la veu de Vanessa Redgrave a Mrs. Dalloway
- Massimo Popolizio - per la veu de Kenneth Branagh a Hamlet

### Millor curtmetratge
- La lettera de Dario Migliardi

### Millor productor de curtmetratge
- Antonio Ciano - Asino chi legge

### Nastro d'argento especial a la pel·lícula d’animació de producció italiana
- La freccia azzurra

### Menció especial al curtmetratge
- La carabina de Sergio Russo amb Flavio Bucci
- La madre de Ruggero Dipaola

### Nastro d'Argento especial
- Anna Maria Tatò - Marcello Mastroianni - Mi ricordo, sì, io mi ricordo
- Nino Baragli - per la seva extraordinària carrera de muntador
- Aldo, Giovanni & Giacomo - per l'expert ús d’un curtmetratge a Tre uomini e una gamba

### Millor pel·lícula estrangera
- Pedro Almodóvar - Carne trémula
- Curtis Hanson - L.A. Confidential
- Jerzy Stuhr - Historie miłosne
- Joe Dante - The Second Civil War
- Luc Besson - El cinquè element (Le Cinquième Élément)

### Nastro d'Argento europeu
- Jerzy Stuhr - Historie miłosne